# Helen Hayes
Helen Hayes Brown (Washington, 10 ottobre 1900 – Nyack, 17 marzo 1993) è stata un'attrice statunitense.
Minuta, con un viso grazioso e una carismatica presenza scenica, Helen Hayes è considerata una delle più celebri e dotate attrici teatrali del XX secolo. Il 12 maggio 1986 il presidente degli Stati Uniti Ronald Reagan la insignì della Medaglia presidenziale della libertà.

## Biografia
Attiva sulle scene sin da bambina, dagli anni venti agli anni cinquanta fu la "primadonna del teatro americano". Fu acclamata interprete di pièce come Coquette (1927-1928) di George Abbott e Ann Preston Bridgers, Mary of Scotland (1933-1934) di Maxwell Anderson, e Victoria Regina (1935-1938) di Laurence Housman. L'attrice vinse tre Tony Awards: il primo nel 1947 per il musical Happy Birthday di Anita Loos; il secondo nel 1958 grazie alla sua performance in Time Remembered di Jean Anouilh, nella traduzione inglese di Patricia Moyes; il terzo, nel 1980, le fu conferito alla carriera.
La Hayes affrontò con successo anche la macchina da presa. Vinse due premi Oscar: il primo nel 1932, per la sua interpretazione di una donna arrestata per errore, che successivamente si prostituisce per mantenere il figlio, nel dramma Il fallo di Madelon Claudet (1931); il secondo nel 1970, per la sua partecipazione straordinaria al film catastrofico Airport di George Seaton, in cui interpretò un'anziana signora di Los Angeles che, avendo la figlia che abita a New York, prende spesso l'aereo per andarla a trovare, utilizzando vari sotterfugi per salire a bordo senza pagare il biglietto. Da ricordare anche l'interpretazione dell'imperatrice madre Marija in Anastasia, diretto nel 1956 da Anatole Litvak, con protagonista Ingrid Bergman. La sua ultima apparizione sul grande schermo fu in Una ragazza, un maggiordomo e una lady (1977) di Norman Tokar, ove recitò con Jodie Foster e David Niven.

### Vita privata
La madre, Catherine Estelle "Essie" Hayes, era un'attrice che lavorò in diverse compagnie teatrali, mentre il padre, Francis van Arnum Brown, cambiò numerosi lavori, dall'impiegato al gestore di una macelleria.
Sposata con il celebre commediografo Charles MacArthur (dal 1928 al 1956, anno della morte dello scrittore), la coppia ebbe due figli: Mary, morta di poliomielite a soli diciannove anni, e James (adottato), divenuto anch'egli attore. Helen Hayes era cattolica e aveva posizioni politiche pro-business di ispirazione repubblicana; frequentò molte Convenzioni nazionali repubblicane, ma non aveva posizioni nette come altre star del tempo, quali Adolphe Menjou, Ginger Rogers o John Wayne.
Scrisse tre monografie: A Gift of Joy, On Reflection e My Life in Three Acts. Alcuni dei temi in questi libri sono il suo ritorno al cattolicesimo dopo che le fu negato il matrimonio in chiesa con Charles MacArthur, che era protestante e divorziato, e la morte della figlia Mary, che era un'aspirante attrice. Il figlio adottivo della Hayes, James MacArthur, è anch'esso diventato un attore.

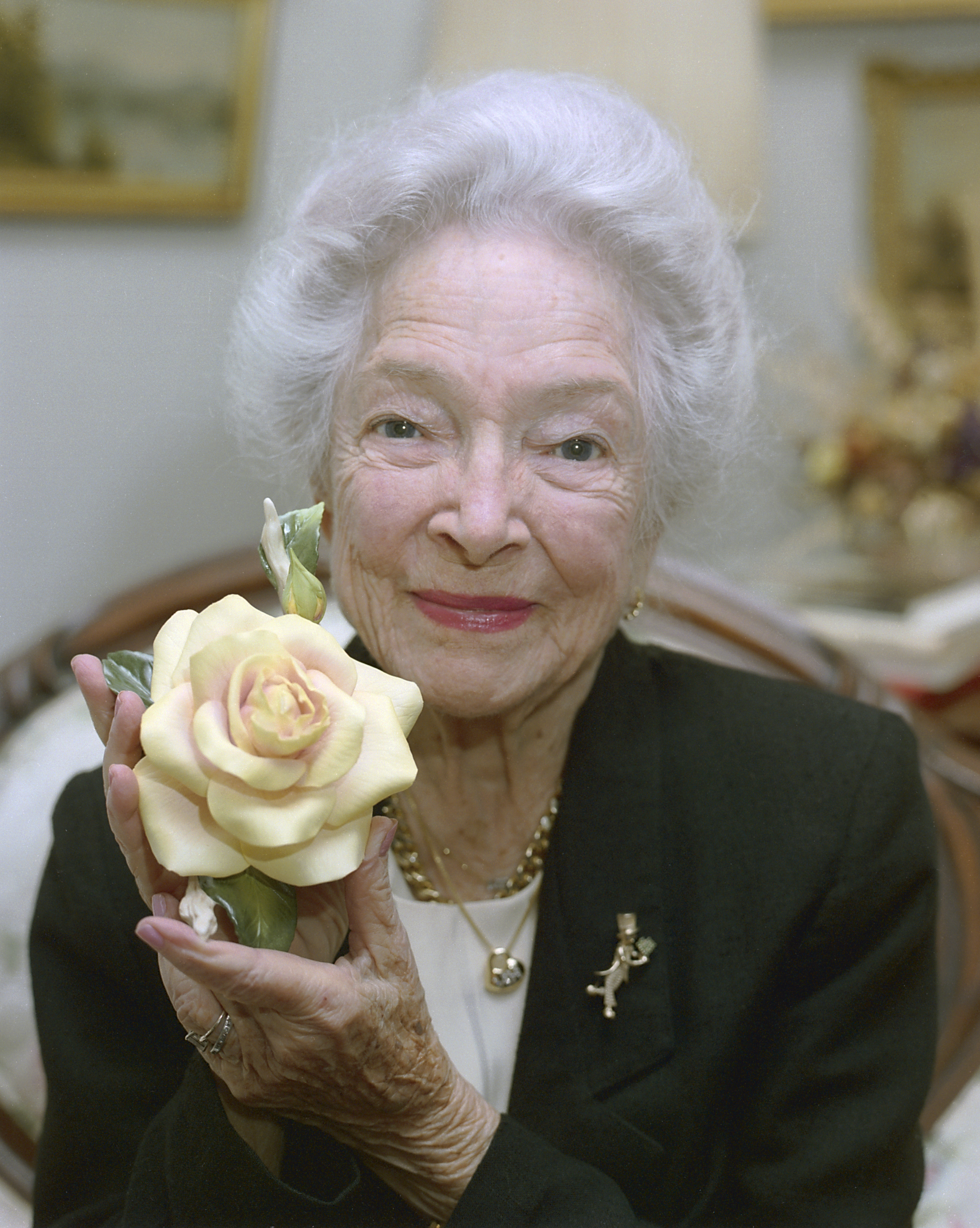
L'attrice nel 1990

### Gli ultimi anni
Helen Hayes morì il 17 marzo 1993 di insufficienza cardiaca a Nyack, New York, all'età di 92 anni, poco dopo la morte di Lillian Gish, di cui era amica da molti decenni. La Gish aveva fatto della Hayes la beneficiaria del suo appezzamento di terreno, ma la Hayes le sopravvisse solamente di un mese. È sepolta all'Oak Hill Cemetery, a Nyack.

## Riconoscimenti
- A Washington, il premio per il teatro Helen Hayes Award porta il suo nome.
- L'attrice ha una stella sulla Hollywood Walk of Fame al numero 6220 di Hollywood Blvd.
- Vinse l'Oscar alla miglior attrice nel 1932 per Il fallo di Madelon Claudet; in occasione della cena di premiazione (28 novembre 1932), venne proiettato un cortometraggio della Walt Disney creato appositamente per quell'occasione intitolato Parata dei nominati agli Oscar, dove appare anche il personaggio di Helen Hayes.
- Nel 1971 vinse un Oscar alla miglior attrice non protagonista per Airport.
- Vincitrice di tre Tony Awards:
  - nel 1947 per il musical Happy Birthday di Anita Loos (1946-48);
  - nel 1958 per Time Remembered di Jean Anouilh (1957-58);
  - nel 1980 le fu assegnato il premio alla carriera.

## Teatro (parziale)
- Old Dutch (Broadway, 22 novembre 1909-5 febbraio 1910)
- The Summer Widowers (Broadway, 4 giugno 1910-1º ottobre 1910)
- The Never Homes (Broadway, 5 ottobre 1911-23 dicembre 1911)
- The Prodigal Husband (Broadway, 7 settembre 1914-ottobre 1914)
- Dear Brutus (Broadway, 23 dicembre 1918-giugno 1919)
- Clarence, di Booth Tarkington (Broadway, 20 settembre 1919)
- Bab (Broadway, 18 ottobre 1920-gennaio 1921)
- The Wren (Broadway, 10 ottobre 1921-ottobre 1921)
- Golden Days (Broadway, 1º novembre 1921-dicembre 1921)
- To the Ladies (Broadway, 20 febbraio 1922-10 giugno 1922)
- We Moderns (Broadway, 11 marzo 1924-marzo 1924)
- She Stoops to Conquer, di Oliver Goldsmith (Broadway, 9 giugno 1924)
- Dancing Mothers (Broadway, 11 agosto 1924-maggio 1925)
- Quarantine (Broadway, 16 dicembre 1924-27 aprile 1925)
- Cesare e Cleopatra (Caesar and Cleopatra, Broadway, 13 aprile 1925-maggio 1925)
- The Last of Mrs. Cheyney (Broadway, 9 novembre 1925-ottobre 1926)
- Young Blood (Broadway, 24 novembre 1925-26 gennaio 1926)
- What Every Woman Knows (Broadway, 13 aprile 1926-dicembre 1926)
- Ziegfeld Follies of 1927 (Broadway, 16 agosto 1927-7 gennaio 1928)
- Coquette (Broadway, 8 novembre 1927-settembre 1928)
- Mr. Gilhooley (Broadway, 30 settembre 1930-ottobre 1930)
- Petticoat Influence (Broadway, 15 dicembre 1930-marzo 1931)
- The Good Fairy (Broadway, 24 novembre 1931-aprile 1932)
- Mary of Scotland (Broadway, 27 novembre 1933-luglio 1934)
- Victoria Regina (Broadway, 26 dicembre 1935-giugno 1936)
- Victoria Regina (Broadway, 31 agosto 1936-giugno 1937)
- The Country Wife (Broadway, 1º dicembre 1936-febbraio 1937)
- Victoria Regina (Broadway, 1º ottobre 1938-dicembre 1938)
- Ladies and Gentlemen (Broadway, 17 ottobre 1939-13 gennaio 1940)
- Twelfth Night (Broadway, 19 novembre 1940-8 marzo 1941)
- Candle in the Wind (Broadway, 22 ottobre 1941-10 gennaio 1942)
- Harriet  (Broadway, 3 marzo 1943-1º aprile 1944)
- Happy Birthday (Broadway, 31 ottobre 1946-13 marzo 1948)
- The Wisteria Trees (Broadway, 29 marzo 1950-16 settembre 1950)
- Mary Rose (Broadway, 4 marzo 1951-16 marzo 1951)
- Mrs. McThing (Broadway, 20 febbraio 1952-10 gennaio 1953)
- What Every Woman Knows (Broadway, 22 dicembre 1954-2 gennaio 1955)
- The Wisteria Trees (Broadway, 2 febbraio 1955-13 febbraio 1955)
- The Skin of Our Teeth (Broadway, 17 agosto 1955-3 settembre 1955)
- Time Remembered (Broadway, 12 novembre 1957-28 giugno 1958)
- A Touch of the Poet (Broadway, 2 ottobre 1958-13 giugno 1959)
- The White House (Broadway, 19 maggio 1964-6 giugno 1964)
- The School for Scandal (Broadway, 21 novembre 1966-gennaio 1967)
- Right You Are If You Think You Are (Broadway, 22 novembre 1966-dicembre 1966)
- We, Comrades Three (Broadway, 20 dicembre 1966-dicembre 1966)
- The Show Off (Broadway, 5 dicembre 1967-22 giugno 1968)
- The Show Off (Broadway, 13 settembre 1968-28 settembre 1968)
- The Front Page (Broadway, 18 ottobre 1969-28 febbraio 1970)
- Harvey (Broadway, 24 febbraio 1970-2 maggio 1970)

## Filmografia

### Cinema
- The Weavers of Life , regia di Edward Warren – cortometraggio (1917)
- The Dancing Town, regia di Edmund Lawrence – cortometraggio (1928)
- Il fallo di Madelon Claudet (The Sin of Madelon Claudet), regia di Edgar Selwyn (1931)
- Un popolo muore (Arrowsmith), regia di John Ford (1931)
- Addio alle armi (A Farewell to Arms), regia di Frank Borzage (1932)
- Vendetta gialla (The Son-Daughter), regia di Clarence Brown e, non accreditato, Robert Z. Leonard (1932)
- La suora bianca (The White Sister), regia di Victor Fleming (1933)
- Another Language, regia di Edward H. Griffith (1933)
- Volo di notte (Night Flight), regia di Clarence Brown (1933)
- Delitto senza passione (Crime Without Passion), regia di Ben Hecht e Charles MacArthur (1934)
- What Every Woman Knows, regia di Gregory La Cava (1934)
- Vanessa: Her Love Story, regia di William K. Howard (1935)
- Hollywood Goes to Town, regia di Herman Hoffman (1938)
- La taverna delle stelle (Stage Door Canteen), regia di Frank Borzage (1943)
- L'amore più grande (My Son John), regia di Leo McCarey (1952)
- Main Street to Broadway, regia di Tay Garnett (1953)
- Anastasia, regia di Anatole Litvak (1956)
- La sfida del terzo uomo (Third Man on the Mountain), regia di Ken Annakin (1959)
- Airport, regia di George Seaton (1970)
- Herbie il Maggiolino sempre più matto (Herbie Rides Again), regia di Robert Stevenson (1974)
- Il mistero del dinosauro scomparso (One of Our Dinosaurs Is Missing), regia di Robert Stevenson (1975)
- Una ragazza, un maggiordomo e una lady (Candleshoe), regia di Norman Tokar (1977)

### Televisione
- The Prudential Family Playhouse – serie TV, 1 episodio (1950)
- Showtime, U.S.A. – serie TV, 1 episodio (1950)
- Pulitzer Prize Playhouse – serie TV, 2 episodi (1950-1951)
- Robert Montgomery Presents – serie TV, 1 episodio (1951)
- Schlitz Playhouse of Stars – serie TV, 3 episodi (1951)
- Longines Chronoscope – serie TV, 1 episodio (1951)
- Omnibus – serie TV, 7 episodi (1952-1958)
- Medallion Theatre – serie TV, 1 episodio (1953)
- Christmas with the Stars – film TV (1953)
- The Motorola Television Hour – serie TV, 1 episodio (1954)
- The Best of Broadway – serie TV, 2 episodi (1954-1955)
- The United States Steel Hour – serie TV, 3 episodi (1954-1959)
- Producers' Showcase – serie TV, 1 episodio (1955)
- Playhouse 90 – serie TV, 1 episodio (1957)
- The Alcoa Hour – serie TV, episodio 2x18 (1957)
- Hallmark Hall of Fame – serie TV, 1 episodio (1959)
- Play of the Week – serie TV, 2 episodi (1959-1960)
- Dow Hour of Great Mysteries – serie TV, 1 episodio (1960)
- Cradle Song, regia di George Schaefer – film TV (1960)
- The Bell Telephone Hour – serie TV, 1 episodio (1960)
- The Christophers – serie TV, 1 episodio (1963)
- Tarzan – serie TV, episodio 2x10 (1967)
- Arsenic and Old Lace, regia di Robert Scheerer – film TV (1969)
- The Front Page, regia di Alan Handley – film TV (1970)
- NET Playhouse – serie TV, 1 episodio (1970)
- Do Not Fold, Spindle, or Mutilate, regia di Ted Post – film TV (1971)
- Here's Lucy – serie TV, 1 episodio (1972)
- Harvey, regia di Fielder Cook – film TV (1972)
- Ghost Story – serie TV, 1 episodio (1972)
- Le sorelle Snoop (The Snoop Sisters) – serie TV, 5 episodi (1972-1974)
- Hawaii Squadra Cinque Zero (Hawaii Five-O) – serie TV, 1 episodio (1975)
- Arthur Hailey's the Moneychangers, regia di Boris Sagal – miniserie TV (1976)
- La lunga notte di Entebbe (Victory at Entebbe), regia di Marvin J. Chomsky – film TV (1976)
- A Family Upside Down, regia di David Lowell Rich – film TV (1978)
- Love Boat (The Love Boat) – serie TV, 1 episodio (1980)
- È troppo facile (Murder Is Easy), regia di Claude Whatham – film TV (1982)
- Con affetto, tuo Sidney (Love, Sidney) – serie TV, 1 episodio (1982)
- Miss Marple nei Caraibi (A Caribbean Mystery), regia di Robert Michael Lewis – film TV (1983)
- Autostop per il cielo (Highway to Heaven) – serie TV, 2 episodi (1984)
- Assassinio allo specchio (Murder with Mirrors), regia di Dick Lowry – film TV (1985)
- Glitter – serie TV, episodio 1x07 (1985)

## Doppiatrici italiane
Nelle versioni in italiano dei suoi film, Helen Hayes è stata doppiata da:
- Lydia Simoneschi in Il fallo di Madelon Claudet, Airport, Herbie il Maggiolino sempre più matto
- Andreina Pagnani in L'amore più grande
- Giovanna Scotto in Anastasia
- Liù Bosisio in Miss Marple nei Caraibi
- Deddi Savagnone in Assassinio allo specchio
- Micaela Giustiniani in Il mistero del dinosauro scomparso (doppiato per la prima volta negli anni novanta)
- Gabriella Genta in Una ragazza, un maggiordomo e una lady (doppiato per la prima volta negli anni ottanta)